# Escalímetro

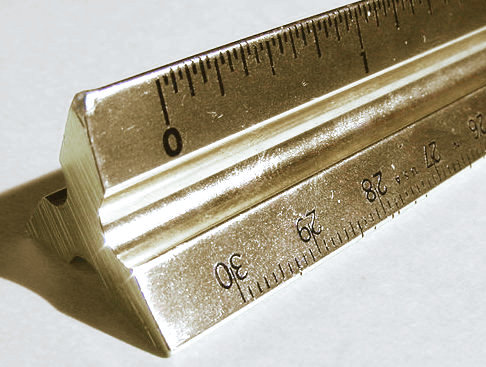
Escalímetro de bronze.

O escalímetro é um instrumento na forma de um prisma triangular que possui seis réguas com diferentes escalas. É utilizado para medir e conceber desenhos em escalas ampliadas ou reduzidas.